# Романгордо
Романгордо (ісп. Romangordo) — муніципалітет в Іспанії, у складі автономної спільноти Естремадура, у провінції Касерес. Населення — 236 осіб (2010).
Муніципалітет розташований на відстані близько 190 км на південний захід від Мадрида, 65 км на північний схід від Касереса.

## Демографія
Динаміка населення (INE ):

## Галерея зображень
- Розташування муніципалітету у провінції Касерес